# 大隈信常
大隈 信常（おおくま のぶつね、1871年9月30日（明治4年8月16日） - 1947年（昭和22年）1月11日）は、明治から昭和（戦後初期）にかけての日本の教育者、政治家、実業家、華族（侯爵）である。衆議院議員、貴族院議員、大日本東京野球倶楽部代表取締役会長（初代）、日本職業野球連盟総裁（初代）などを歴任した。また、早稲田大学名誉総長などの名誉職も務めた。大隈重信の養嗣子である。

## 経歴
平戸県平戸（現：長崎県平戸市）の出身。実父は旧平戸藩主松浦詮で、旧名は松浦常（まもる）である。
1899年（明治32年）東京帝国大学法科大学を卒業後、三井物産に入社する。1902年（明治35年）に大隈重信の養女・光子の婿となり、養子となる。光子は大隈の妻の兄の三女とされていたが、実際には重信が女中に産ませた子である。
早稲田大学教授・早稲田中学校長を歴任する。就任時に生徒であった権田保之助はのちに、紳士然とした前校長の大隈英麿とは正反対で、信常は学校に軽装の着物で現れ、酒の臭いのすることもあり、絶望したと書いている。
第2次大隈内閣成立後首相秘書官となり、1915年（大正4年）の第12回衆議院議員総選挙に大隈伯後援会の一員として群馬県第1区（前橋市区）から立候補し、立憲政友会の前職竹越與三郎を破って当選した。
1922年（大正11年）、重信の死に伴い爵位を継承して貴族院議員となる。翌年、早稲田大学名誉総長に就任した。また、重信が設立した日印協会の第4代会長を務めている。1927年（昭和2年）から1930年（昭和5年）まで報知新聞社長に在任。
1934年（昭和9年）、創立したばかりのプロ野球球団・大日本東京野球倶楽部（会社としては後のよみうり。球団としては現在の読売ジャイアンツ）の代表取締役会長に就任する。1936年（昭和11年）には日本職業野球連盟の発足に伴い、初代総裁に就任した。

## 栄典
位階
- 1911年（明治44年）6月20日 - 正五位[6]
- 1919年（大正8年）6月30日 - 従四位[7]
- 1925年（大正14年）11月2日 - 正四位[8]
- 1938年（昭和13年）12月1日 - 正三位[9]

勲章等
- 1916年（大正5年）1月19日 - 勲四等旭日小綬章[10]
- 1931年（昭和6年）5月1日 - 帝都復興記念章[11]

外国勲章佩用允許
- 1915年（大正4年）11月9日 - 中華民国：二等嘉禾章[12]

## 家族・親族

### 松浦家
- 父：松浦詮（旧平戸藩主、伯爵、政治家、茶人）
- 兄：松浦厚（伯爵、政治家、茶人、漢詩人）
- 兄：稲葉正縄（子爵、宮中顧問官）
- 兄：佐竹義準（男爵、陸軍軍人、政治家）
- 弟：本多正復（子爵、宮中顧問官）
- 弟：井上勝純（子爵、海軍軍人、政治家）

### 大隈家
- 養父：大隈重信（旧佐賀藩士、侯爵、政治家、教育者）
- 養母：大隈綾子（重信の後妻）
- 義姉：大隈熊子（重信と先妻の実子、南部利剛の次男の英麿を婿養子に迎えたが離婚）
- 妻：大隈光子（綾子の兄・三枝守富の三女、実際には重信の娘）
- 長男：大隈信幸（政治家、外交官）
- 長女：広沢豊子（広沢金次郎の息子広沢真吾の妻）

## 著書
- 『大戦の外交』冨山房、1918年4月25日。NDLJP:953262。